# Sara Forbes Bonetta

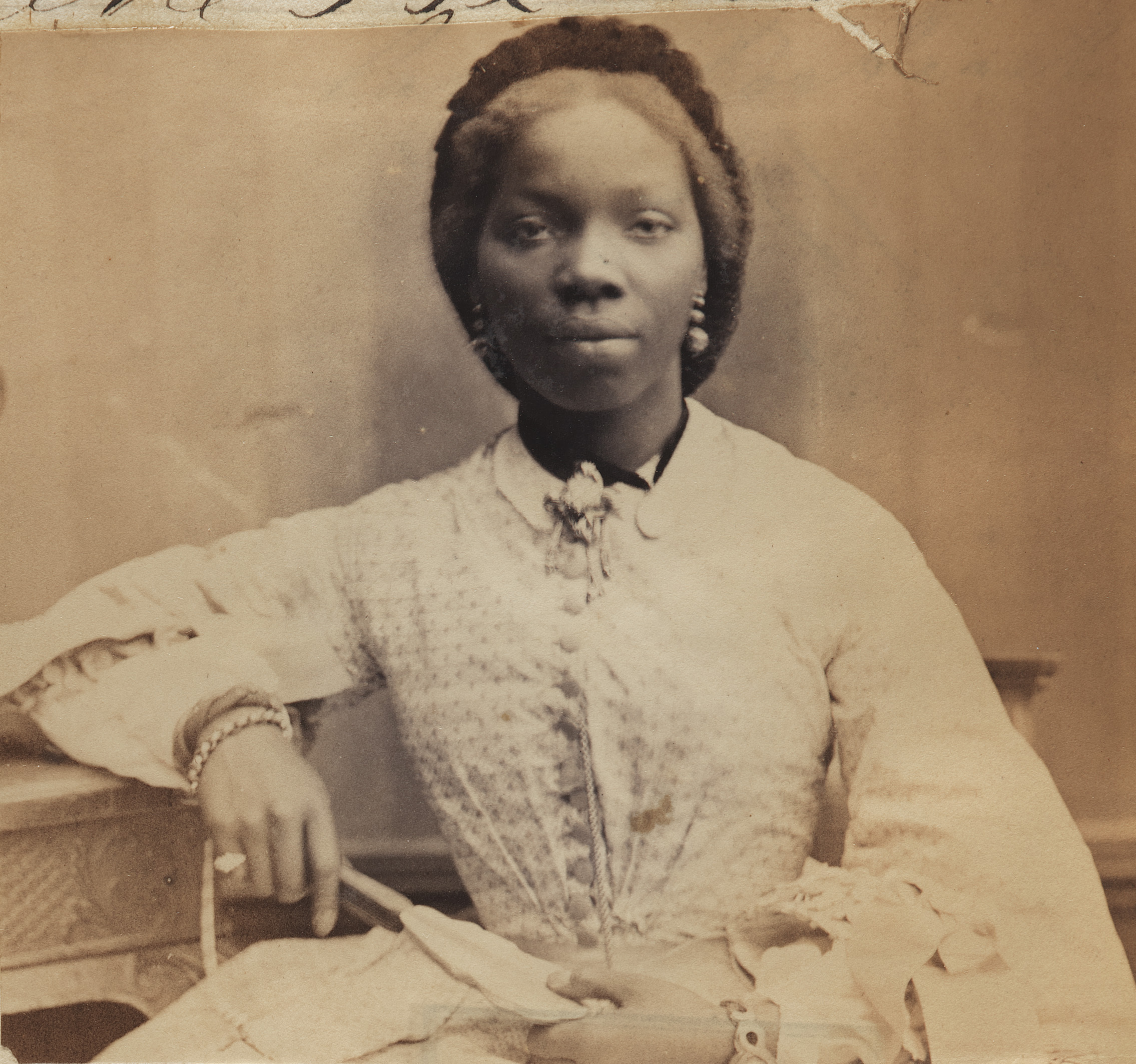
Sara Forbes Bonetta, fotografiert von Camille Silvy, 1862

Sara Forbes Bonetta, auch bekannt als Sally Forbes Bonetta, (geboren als Aina oder Ina; * 1843 in Oke-Odan, Westafrika; † 15. August 1880 in Funchal, Madeira) war Mündel und Patentochter von Königin Victoria.

## Kindheit und Jugend
Sara Forbes Bonetta hieß ursprünglich Aina (oder Ina) und wurde 1843 in Oke-Odan, einem Egba-Yoruba Dorf, das kurz zuvor von dem zerfallenen Königreich Oyo im heutigen südwestlichen Nigeria unabhängig geworden war, geboren. Das Königreich Dahomey war ein Tributärstaat des Königreichs Oyo und der historische Feind der Yoruba. Nachdem König Gezo von Dahomey sich weigerte, jährliche Tribute an Oyo zu zahlen, brach 1823 ein Krieg aus. Während dieses Krieges wurde das Königreich Oyo durch die Ausweitung des Kalifats von Sokoto von innen geschwächt und destabilisiert. Das Oyo-Reich begann in den 1830er Jahren zu zerfallen, was zu einer Zersplitterung des Lands der Yoruba in verschiedene kleine Staaten führte. Die Armee Dahomeys drang nach Osten in die ehemaligen Egba-Gebiete Oyos vor und nahm dabei Egba-Sklaven gefangen.
1848 überfiel und vereinnahmte die Armee Dahomeys das Dorf Oke-Odan. Ainas Eltern starben bei dem Überfall, weitere Bewohner wurden entweder getötet oder im atlantischen Sklavenhandel verkauft. Aina wurde Kindersklavin am Hof König Gezos von Dahomey. Dahomey war eine große westafrikanische Macht und profitierte enorm vom atlantischen Sklavenhandel. Nachdem Großbritannien die Sklaverei abgeschafft hatte, kämpfte König Gezo gegen britische Versuche, Dahomeys Sklavenexporte einzudämmen. Der Biograph und Afrikahistoriker Martin Meredith zitiert König Gezo gegenüber den Briten:

„The slave trade has been the ruling principle of my people. It is the source of their glory and wealth. Their songs celebrate their victories and the mother lulls the child to sleep with notes of triumph over an enemy reduced to slavery.“

„Der Sklavenhandel war das herrschende Prinzip meines Volkes. Er ist die Quelle ihres Ruhmes und ihres Reichtums. In ihren Liedern feiern sie ihre Siege, und die Mutter wiegt ihr Kind in den Schlaf mit Klängen des Triumphs über einen Feind, der in die Sklaverei getrieben wurde.“

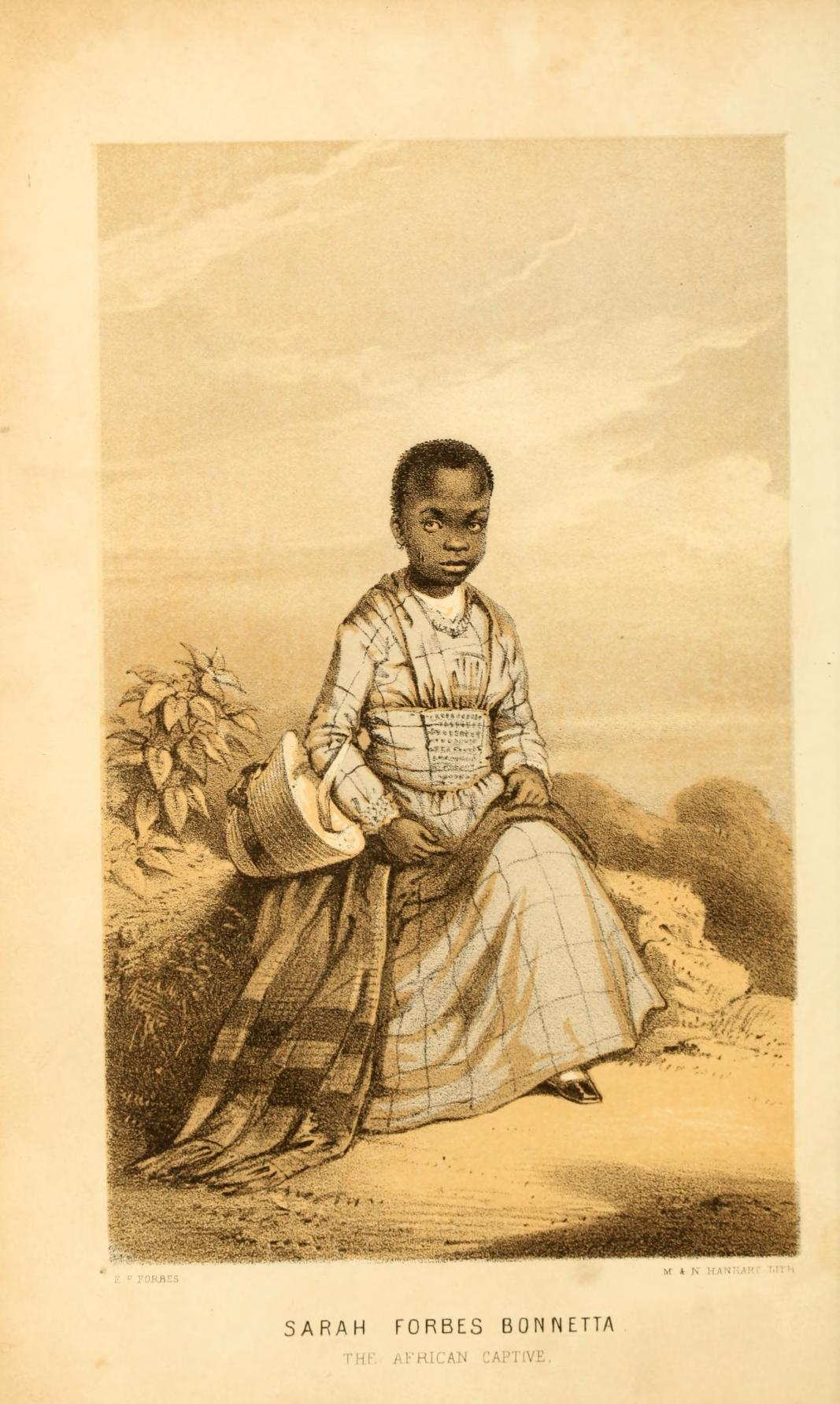
Sarah Forbes Bonetta, Lithographie nach einer Zeichnung von Frederick E. Forbes

Im Juli 1850 traf Kapitän Frederick E. Forbes von der Royal Navy auf einer diplomatischen Mission Großbritanniens in Westafrika ein, wo er erfolglos versuchte, mit König Gezo über ein Ende von Dahomeys Beteiligung am atlantischen Sklavenhandel zu verhandeln. Wie es üblich war, tauschten Kapitän Forbes und König Gezo Geschenke aus. Gezo bot Forbes einen Schemel, prunkvolle Stoffe, ein Fass Rum, Kaurimuscheln und einen caboceers stool an. Gezo bot ihm außerdem Aina als Geschenk für Königin Victoria an. Forbes schätzte, dass Aina zu diesem Zeitpunkt bereits zwei Jahre als Sklavin bei Gezo verbracht hatte. Obwohl ihre Abstammung unbekannt ist, kam Forbes zu dem Schluss, dass Aina vermutlich von hohem gesellschaftlichen Stand war, da sie nicht an europäische Sklavenhändler verkauft worden war. Bei einer Beschreibung Ainas in seinem Tagebuch schrieb er:

„One of the captives of this dreadful slave-hunt was this interesting girl. It is usual to reserve the best born for the high behests of royalty and the immolation on the tombs of the deceased nobility…“

„Eine der Gefangenen dieser furchtbaren Sklavenjagd war dieses interessante Mädchen. Es ist üblich, die am besten Geborenen für die hohen Wünsche des Königshauses und die Opferung auf den Gräbern der verstorbenen Adligen zu reservieren...“

Dahomey war bekannt für die Massenhinrichtungen von Gefangenen als Teil eines jährlichen Brauchs. Forbes war sich bewusst, dass Aina in Dahomey Gefahr lief, hingerichtet zu werden. Deshalb notierte er in seinem Tagebuch, dass ein Ausschlagen Ainas

„would have been to have signed her death-warrant, which probably would have been carried into execution forthwith“

„wäre gewesen, ihren Todesbefehl zu unterschreiben, der wahrscheinlich sofort vollstreckt worden wäre“

Kapitän Forbes akzeptierte Aina im Namen Königin Victorias und begann seine Rückreise nach Großbritannien. Er gab Aina den Namen Sara Forbes Bonetta, nach sich selbst und seinem Schiff, der HMS Bonetta. Das Mädchen, das auch Sally genannt wurde, wuchs zunächst bei Forbes auf, für ihre Bildung und Versorgung kam Königin Victoria auf, nachdem diese von ihrer außergewöhnlichen Intelligenz bei einem Besuch Bonettas auf Windsor Castle beeindruckt war. 1851 trat bei ihr ein chronischer Husten auf, vermutlich aufgrund des Klimas Großbritanniens. Ihre Vormünder schickten sie im Mai des Jahres, als sie acht Jahre alt war, nach Afrika, wo sie die Annie Walsh Memorial School in Freetown, Sierra Leone, besuchte. Die Schule war von der Church Missionary Society (CMS) im Januar 1849 gegründet worden. In den Schulakten taucht ihr Name als Sally Bonetta, Schülernummer 24, auf. 1855 kehrte sie mit 12 Jahren nach England zurück, wo sie Rev. James Frederick Schön und dessen Ehefrau anvertraut wurde, die in Palm Cottage, Canterbury Street, in Gillingham wohnten. Im Januar 1862 wurde Sara zur Hochzeit von Königin Victorias Tochter Alice eingeladen.

## Heirat und Kinder
Im August 1862 heiratete Sara Forbes Bonetta auf Befehl der Königin Kapitän James Pinson Labulo Davies in der St Nicholas Church in Brighton. Während der Zeit, die sie im Anschluss in Brighton verbrachte, lebte sie in 17 Clifton Hill im Montpelier-Viertel.
Kapitän Davies war ein Yoruba Geschäftsmann mit beträchtlichem Vermögen. Nach der Hochzeit zog das Paar zurück nach Afrika, wo es drei Kinder hatte: Victoria (* 1863), Arthur (* 1871) und Stella (* 1873). Sara Forbes Bonetta unterhielt weiterhin ein enges Verhältnis zu Königin Victoria, ihre erste Tochter Victoria Matilda Davies wurde nach der Königin benannt, die auch ihre Patin war. Victoria Davies heiratete später den Arzt Dr. John Randle aus Lagos. Bonettas zweite Tochter Stella Davies hatte eine Tochter, Sarah Abigail Idowu Macaulay Adadevoh, mit dem Politiker Herbert Macaulay. Viele Nachkommen Saras leben heute in und um Lagos, sowie in Großbritannien und Sierra Leone.

## Tod und Nachleben

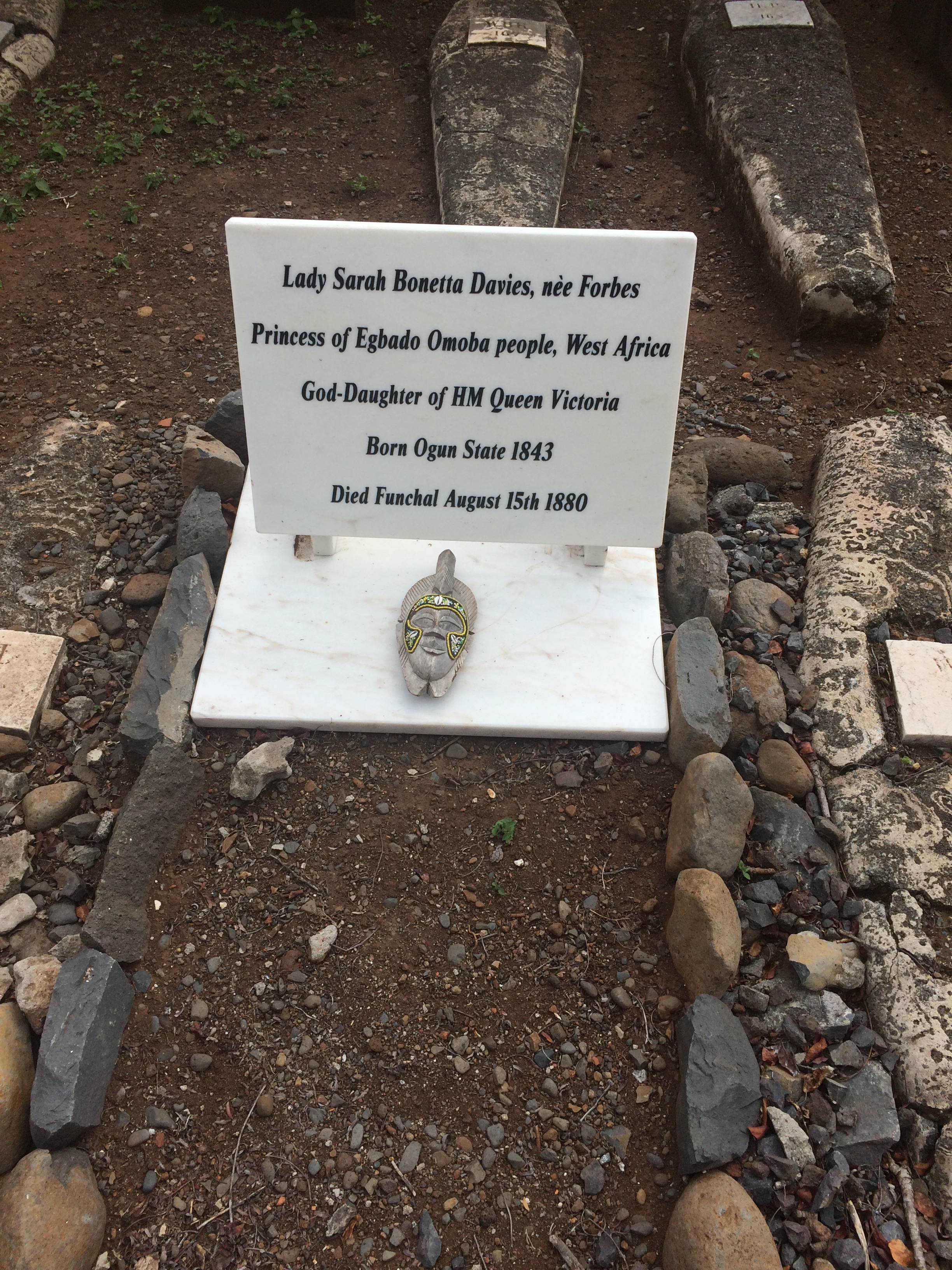
Grab von Sarah Forbes Bonetta auf Madeira

Sara Forbes Bonetta starb am 15. August 1880 in Funchal, der Hauptstadt der portugiesischen Insel Madeira im Atlantischen Ozean, an Tuberkulose. Zu ihrem Gedenken errichtete ihr Ehemann in Ijon im Westen von Lagos, wo er eine Kakaofarm gegründet hatte, ein über acht Fuß hohes obeliskförmiges Denkmal aus Granit. Die Inschrift lautet:
IN MEMORY OF PRINCESS SARAH FORBES BONETTA
WIFE OF THE HON J.P.L. DAVIES WHO DEPARTED THIS LIFE AT MADEIRA AUGUST 15TH 1880

AGED 37 YEARS
Ihr Grab ist die Nummer 206 auf dem Britischen Friedhof von Funchal.
Eine Gedenktafel für Forbes Bonetta wurde 2016 im Rahmen der Fernsehserie Black and British: A Forgotten History am Palm Cottage angebracht.
Ein neu in Auftrag gegebenes Porträt von Forbes Bonetta der Künstlerin Hannah Uzor wurde im Oktober 2020 im Osborne House auf der Isle of Wight ausgestellt, als Teil der Bemühungen von English Heritage, die schwarze Geschichte in England zu würdigen.
Forbes Bonetta wurde 2017 von Zaris-Angel Hator in der britischen ITV-Fernsehserie Victoria dargestellt.
Das Leben und die Geschichte von Forbes Bonetta bildeten die Grundlage für den 2021 erschienenen Roman Breaking the Maafa Chain von Anni Domingo.